# Corbeil XIII
Maillots
Actualités
Corbeil XIII est un club de rugby à XIII français, situé à Corbeil-Essonnes dans le département de l'Essonne.  Dans les années 2000, l'équipe première du club évolue dans le championnat de France de rugby à XIII de deuxième division : l'Élite 2. Le club remporte même ce championnat au terme de la saison 2008-2009.
Mais le rugby à XIII déclinant dans les années 2010 en île de France, le club se transforme, prend un nouveau surnom, les « Spartiates », pour disputer la quatrième division : la Fédérale.
Malgré son niveau à la fin des années 2010 , le club reste un centre de formation notable, ses joueurs U 19 (ou juniors) étant demandés par les clubs de l’Élite 1 et de l’Élite 2. 

## Histoire
Corbeil est une «  ville treiziste » , pour laquelle « il existe une histoire ». Celle d'un club qui parvient à remporter le championnat de deuxième division en 2009, dans un sport très largement dominé par les clubs du Midi de la France.
Si les années 2010 voient une baisse de niveau du club, la présence continue de ce dernier permet au rugby à XIII de garder une place constante dans le département. Par ailleurs, le club, membre du collectif  « Actions citoyennes des Tarterêts »,  apporte son soutien à des actions caritatives, comme la distribution de nourriture aux sans-abris.
En 2019, l'école de rugby du club reçoit la visite de deux joueurs des Dragons catalans : Rémi Casty et James Maloney et leur entraineur Steve Mc Manara . A l'issue de cette visite, on apprend alors que le club a conclu un partenariat de formation avec le club catalan de Super League.
Au début des années 2020, l'équipe joue en quatrième division, avec les autres clubs franciliens. Mais ses jeunes, formés au club, restent demandés par les grands clubs français. 
En 2021, le club développe un partenariat avec un autre club de rugby à XIII, celui des « Pirates  » de Nanterre.  

## Palmarès
- Championnat de France Élite 1 :
  - Vainqueur : Néant
  - Finaliste : Néant

- Coupe de France :
  - Vainqueur : Néant
  - Finaliste : Néant

- Championnat de France Élite 2 :
  - Vainqueur : 1 (2009)[3]
  - Finaliste : Néant

## Personnalités et joueurs notables
On peut citer Francky Goffin.  Natif de la ville, il joue pour le club jusqu'à ses vingt ans , puis pour Saint-Gaudens, le club anglais d' Hemel Hampstead et Villeneuve-sur-Lot dans les années 1990.
L'ancien joueur des Dragons catalans, Adel Fellous, rejoint le club en 2020.

## Vidéographie
Remise du "bouclier" de l’Élite 2 au club en mai 2009 sur youtube 